# Journal des Museum Godeffroy
Das Journal des Museum Godeffroy war eine deutsche Publikation für geographische, ethnographische und naturwissenschaftliche Mitteilungen. Das Journal erschien von 1873 bis 1910.

## Geschichte
Der Kaufmann Cesar Godeffroy beabsichtigte Anfang der 1870er Jahre ein „Journal über die Südsee“ herauszugeben. Er beauftragte Eduard Graeffe, der für das Museum Godeffroy auf Samoa und weiteren Inseln im Pazifischen Ozean als Forscher und Sammler tätig war, die Redaktion in Hamburg zu übernehmen. Die erste Ausgabe des Journal des Museum Godeffroy erschien 1873. Nach Graeffes Weggang aus Hamburg übernahm Ludwig Friederichsen die Redaktion.
Das Journal wurde von L. Friederichsen & Co. in Hamburg verlegt. Es wurden insgesamt 17 Hefte herausgegeben, die in 6 Bänden zusammengefasst waren. Als Teil des Journal des Museum Godeffroy erschien die Publikation Andrew Garrett’s Fische der Südsee von Albert Günther in 3 Bänden mit insgesamt 9 Heften. Dafür fertigte Andrew Garrett etwa 470 Zeichnungen von Fischen an.
Der letzte Band wurde 1909/10 mit Unterstützung der „Dr. Wilhelm Martin von Godeffroy Familien-Fidei-Comiss-Stiftung“ veröffentlicht.

## Autoren
Im Journal des Museum Godeffroy publizierten namhafte Wissenschaftler, darunter:
- Rudolph Bergh, Zoologe
- Félicien Chapuis, Arzt und Entomologe
- Carl August Dohrn, Entomologe
- Léon Fairmaire, Entomologe
- Otto Finsch, Ethnologe und Ornithologe
- Eduard Graeffe, Zoologe und Naturforscher
- John Edward Gray, Zoologe
- Albert Grunow, Diatomeenforscher
- Albert Günther, Ichthyologe
- David Friedrich Heynemann, Zoologe
- August von Krempelhuber, Botaniker
- Johann Stanislaus Kubary, Ethnograph und Biologe
- Christian Luerssen, Botaniker
- Gustav Mayr, Entomologe
- Alphonse Milne-Edwards, Ornithologe, Crustaceologe und Naturforscher
- Georg Semper, Entomologe
- Johann Wilhelm Spengel, Zoologe
- Rudolf Virchow, Arzt
- Arthur Wichmann, Geologe und Mineraloge
- Otto Nikolaus Witt, Chemiker

## Illustrationen
Die Artikel wurden mit Abbildungen und farbigen Tafeln ergänzt. Zeichner von Illustrationen waren u. a. George Henry Ford, Andrew Garrett und Theodor Kleinschmidt. Diese Zeichnungen von Tieren, Menschen und Landschaften und Fotografien wurden u. a. von dem für seine Hamburgensien bekannten Lithografen Wilhelm Heuer, die Zeichnungen der Fische von Andrew Garrett lithografiert und von den Mintern Bros., Werner & Winter gedruckt.

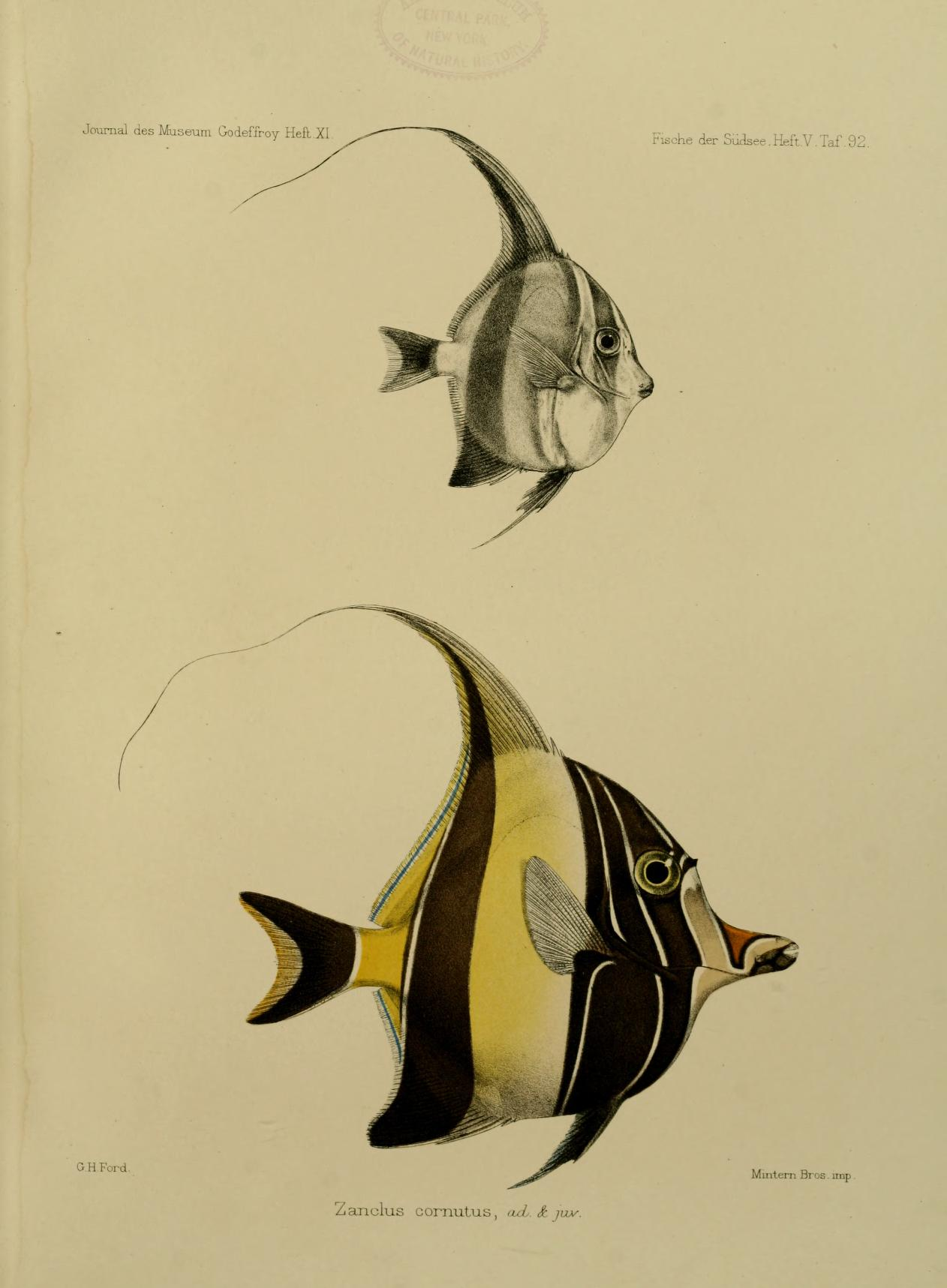
Zeichnung: G. H. Ford, Lithographie: Mintern Bros.
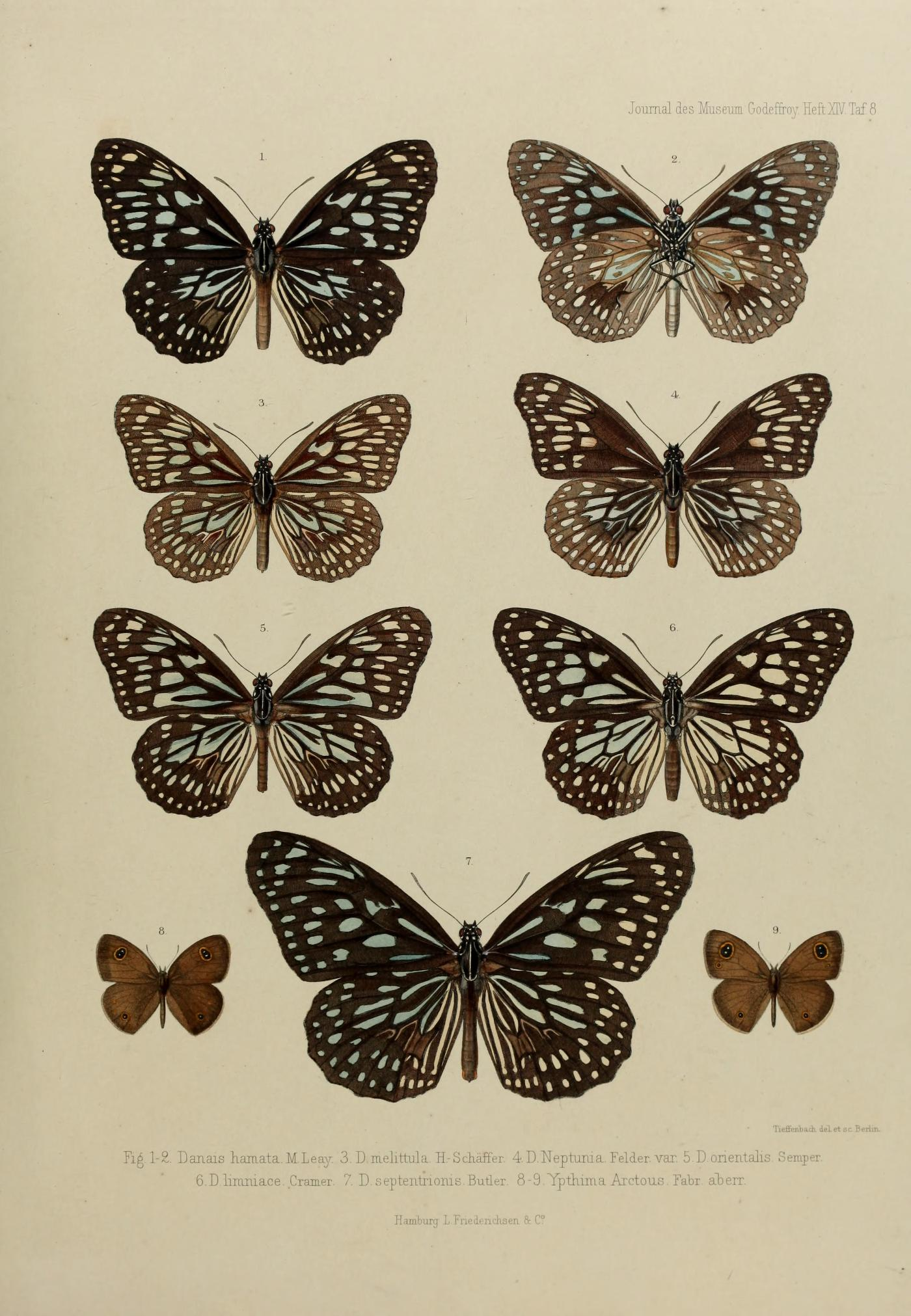
Zeichnung und Lithographie: Tieffenbach
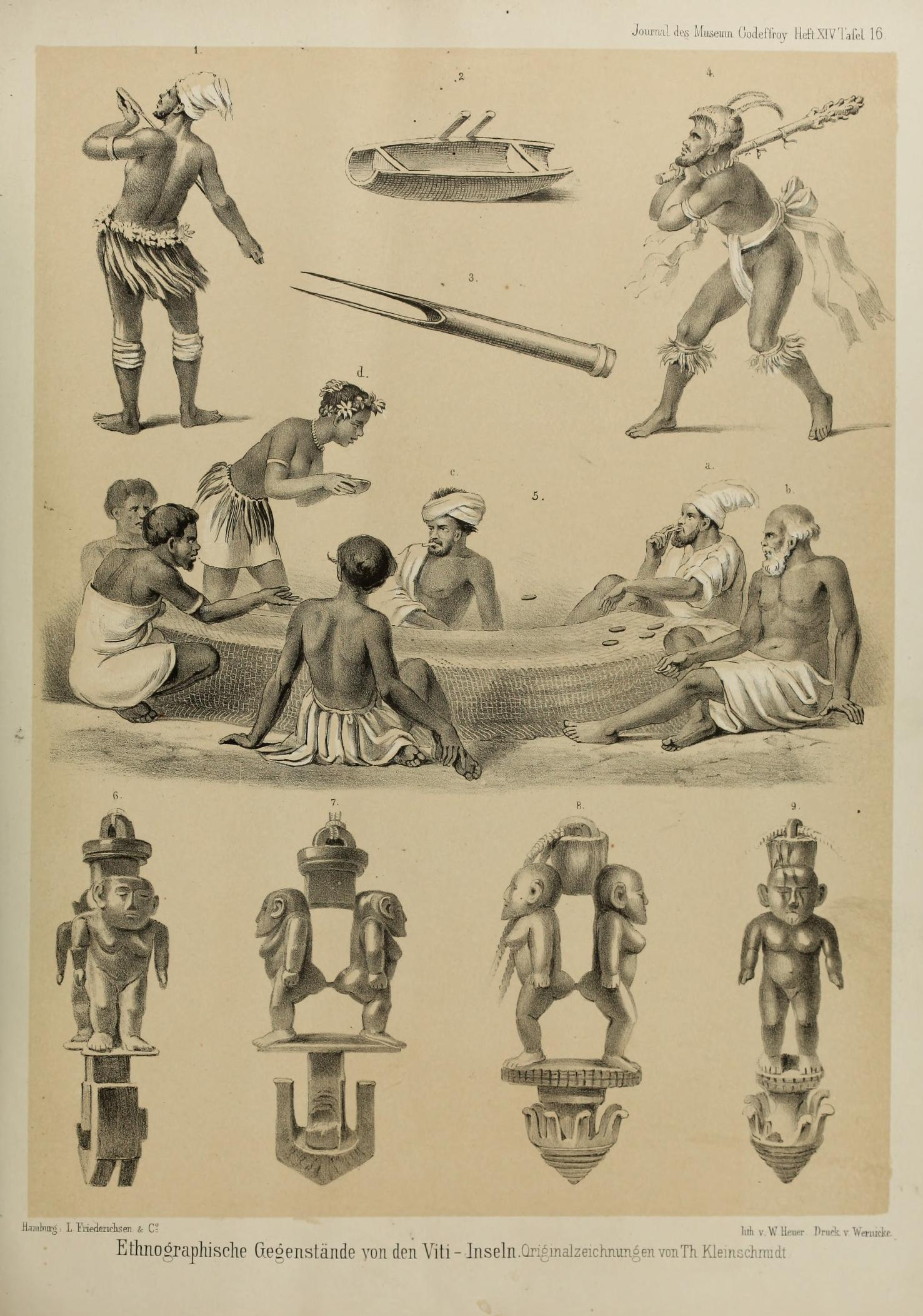
Zeichnung: T. Kleinschmidt, Lithographie: W. Heuer
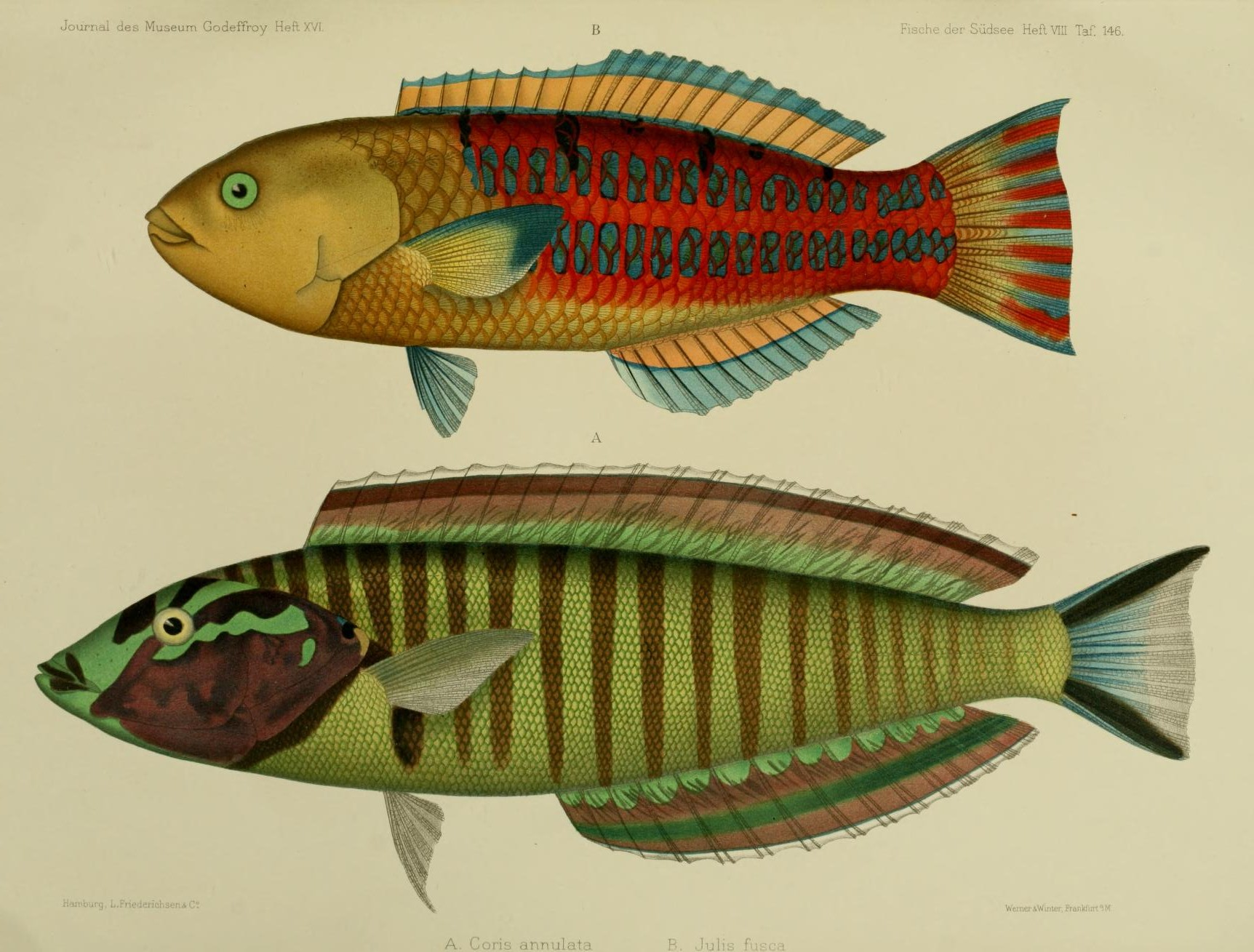
Zeichnung: A. Garrett, Lithographie: Werner & Winter
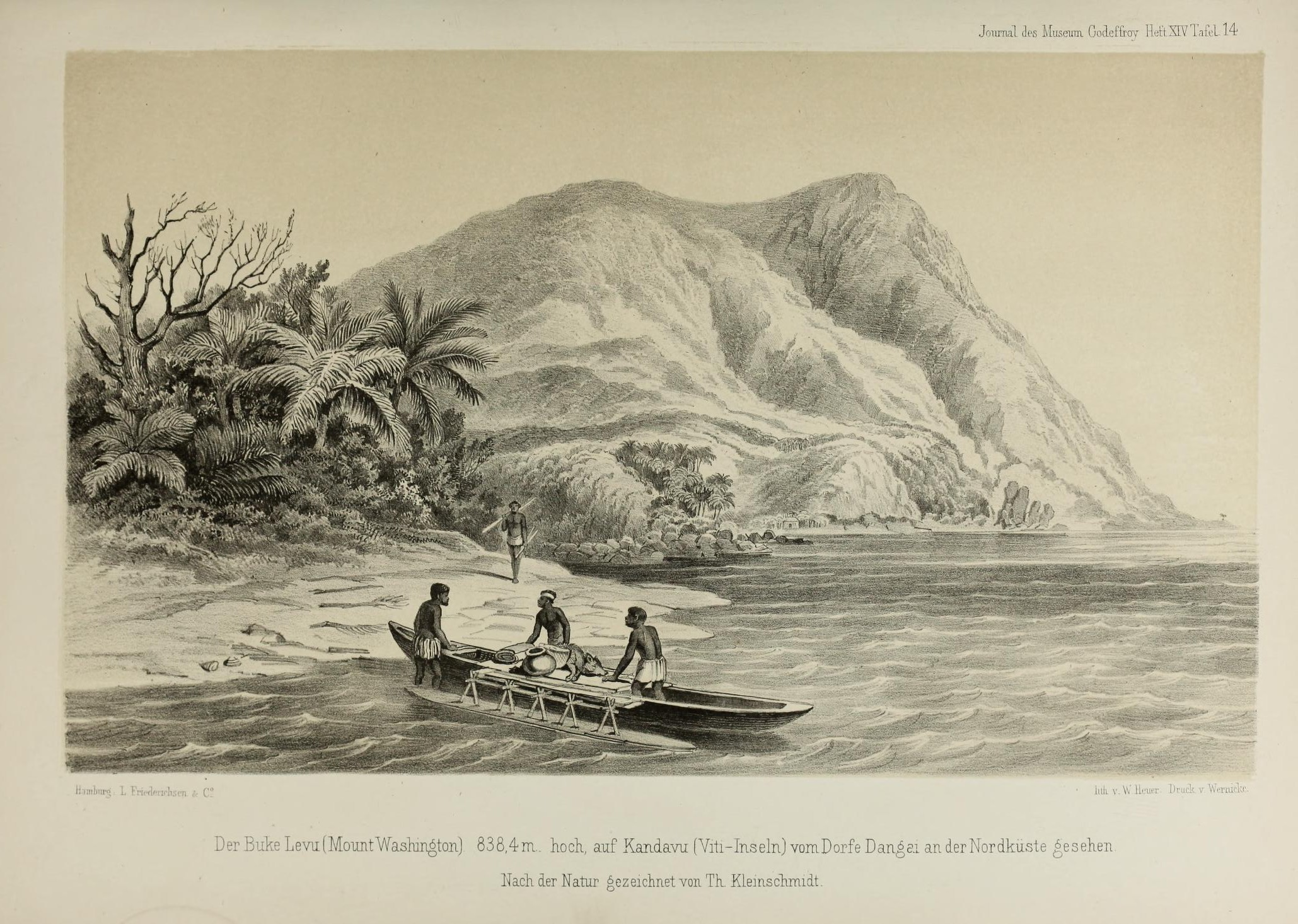
Zeichnung: T. Kleinschmidt, Lithographie: W. Heuer
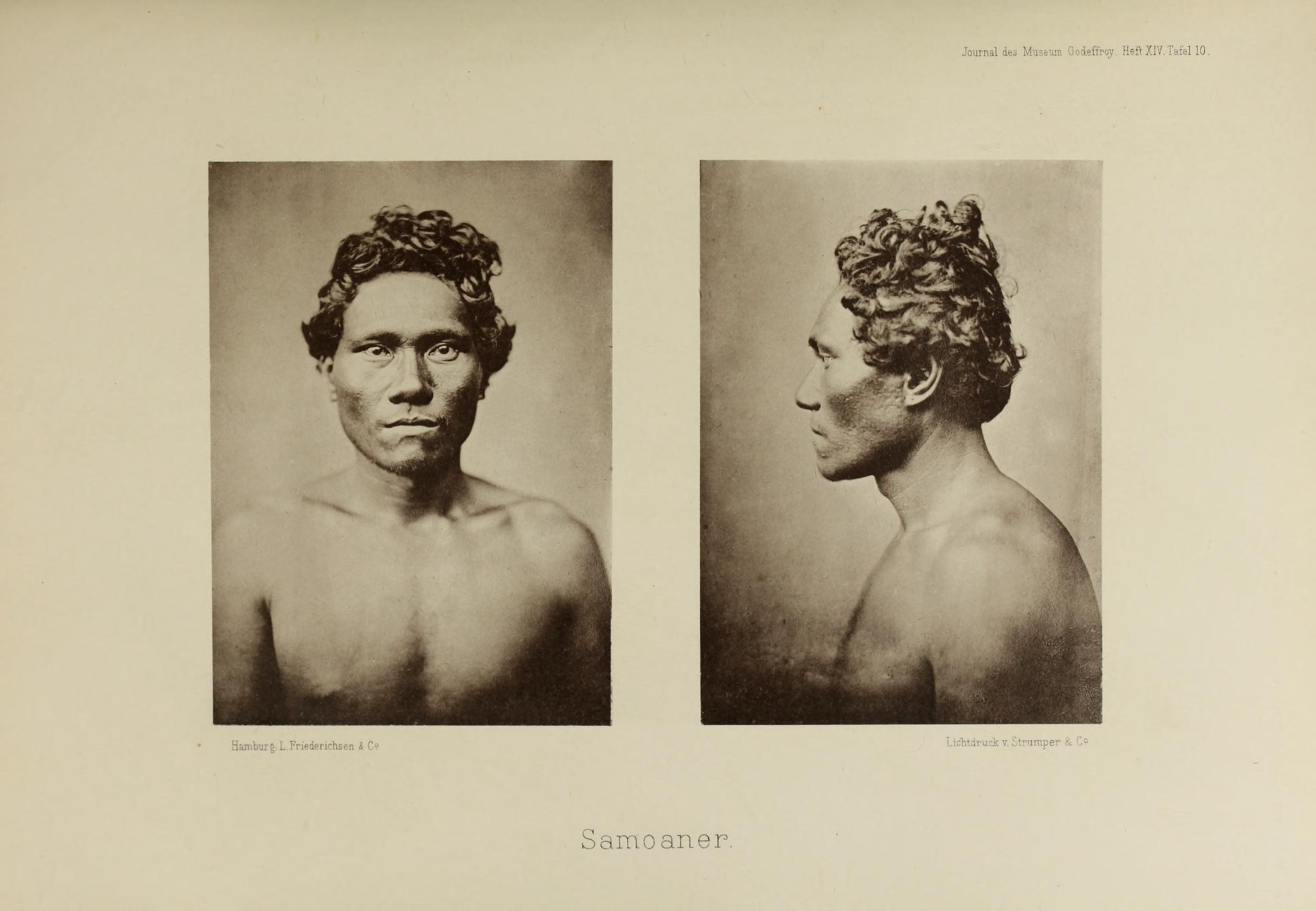
Lichtdruck: Strumper & Co

## Erschienene Bände
Nachfolgend eine Liste der erschienenen Bände mit den darin enthaltenen Heften. Die angegebenen Kaufpreise sind einem Angebot von 1910 entnommen.
- Band I, 1873/74, 5 Tafeln und 8 Holzschnitte, Preis: 75 Mark, (online)
  - Heft 1, 1873
  - Heft 2, 1873
  - Heft 4, 1873
- Band II, 1873–1875, 83 Tafeln und 10 Holzschnitte, Preis: 240 Mark, (= Andrew Garrett’s Fische der Südsee, beschrieben und redigirt von Albert C. L. G. Günther, Band I), (online)
  - Heft 3, 1873 (= Fische der Südsee, Heft 1)
  - Heft 5, 1874 (= Fische der Südsee, Heft 2)
  - Heft 7, 1874 (= Fische der Südsee, Heft 3)
  - Heft 9, 1875 (= Fische der Südsee, Heft 4)
- Band III, 1873–1902, 43 Tafeln und 21 Holzschnitte, Preis: 95 Mark
  - Heft 6, 1873/74, (online)
  - Heft 8, 1875, (online)
  - Heft 10, 1902, (online)
- Band IV, 1876–1881, 57 Tafeln und 3 Holzschnitte, Preis: 180 Mark, (= Andrew Garrett’s Fische der Südsee, beschrieben und redigirt von Albert C. L. G. Günther, Band II), (online)
  - Heft 11, 1876 (= Fische der Südsee, Heft 5)
  - Heft 13, 1877 (= Fische der Südsee, Heft 6)
  - Heft 15, 1881 (= Fische der Südsee, Heft 7)
- Band V, 1876/1879, 24 Tafeln und 7 Holzschnitte, Preis: 90 Mark
  - Heft 12, 1876, (online)
  - Heft 14, 1879, (online)
- Band VI, 1909–1910, 40 Tafeln und 17 Holzschnitte, Preis: 120 Mark, (= Andrew Garrett’s Fische der Südsee, beschrieben und redigirt von Albert C. L. G. Günther, Band III), (online)
  - Heft 16, 1909 (= Fische der Südsee, Heft 8)
  - Heft 17, 1910 (= Fische der Südsee, Heft 9)